# Копер Сити (Мичиген)
Копер Сити (енгл. Copper City) град је у америчкој савезној држави Мичиген.

## Демографија
По попису из 2010. године број становника је 190, што је 15 (-7,3%) становника мање него 2000. године.
| Група             | 2000.       | 2010.       |
| Белци             | 201 (98,0%) | 185 (97,4%) |
| Афроамериканци    | 0 (0,0%)    | 0 (0,0%)    |
| Азијати           | 2 (1,0%)    | 0 (0,0%)    |
| Хиспаноамериканци | 0 (0,0%)    | 1 (0,5%)    |
| Укупно            | 205         | 190         |